# مرکز تجاری ابا
مرکز تجاری ابا (به لاتین: ABA Business Center) یک ساختمان در آلبانی است که در تیرانا واقع شده‌است.